# Artifex
Artifex (lateinisch ‚wer etwas fachgemäß versteht‘) bezeichnete im Mittelalter und der Zeit der Renaissance den Handwerker der visuellen Künste. Giorgio Vasari widmete seine Biographiensammlung den artefici del disegno, den bekannten florentinischen Meistern seiner Tage. Das Wort artista (‚Künstler‘) existierte in der Renaissance noch nicht.
Der artifex hatte mit den ihm zur Verfügung stehenden Mitteln am allgemeinen Streben nach dem Schönen und Nützlichen teil. Die Stellung der artifices war bescheiden und mit keinerlei besonderen Würden verbunden. Sie waren zunächst nichts anderes als Produzenten von Gebrauchsgegenständen und in Zünften mit festen Statuten zusammengeschlossen.  Den isolierten Künstler, der in der Einsamkeit seines Ateliers für sich selbst arbeitet – diese Gestalt gab es nicht.
Der artifex musste zwar keine Schule, aber auf jeden Fall als Lehrling ein studio (‚Studium‘) absolvieren und sich nach und nach seine Meisterwürde verdienen. Man lernte bei einem etablierten Meister. Daher auch die Unzahl von Formeln, die diesen Grundsatz verdeutlichen: „fu discepolo di Pierro (della Francesca) piero da Castel del Pieve“ („war ein Schüler von ...“). Alle artifices fingen auf diese Weise an, Giotto di Bondone bei Cimabue, Benozzo Gozzoli  bei Fra Angelico, Leonardo da Vinci bei Andrea del Verrocchio, Agnolo Bronzino bei Jacopo da Pontormo.  Es gab zahlreiche Werkstätten (botteghe). So zählte Benedetto Dei in Florenz allein vierzig botteghe di maestri di prospettiva (‚Werkstätten der Meister der Perspektive‘).
Die Trierer Arbeitsstelle für Künstlersozialgeschichte hat in mehreren Teilprojekten Einzelaspekte zum artifex aus kunst- und kulturwissenschaftlicher Perspektive untersucht und zahlreiche Projektergebnisse in Buchform publiziert.
- Siehe auch: artes mechanicae